# InFocus M810
InF Focus M810 là điện thoại thông minh được tiếp thị bởi hãng InF Focus và được sản xuất bởi Foxconn. Nó được phát hành vào ngày 31 tháng 7 năm 2014. 

Mặt trước của Inf Focus M810

## Thông số kỹ thuật
- Màn hình: Màn hình IPS FULL HD 5,50 inch
- Bộ xử lý: Snapdragon 801 @ 2.50Ghz Krait- Quad Cores)
- Camera phía sau: 13 megapixel
- Camera trước: 5 megapixel
- RAM: 2GB
- Hệ điều hành: Android 4.4.2 / Android 5.0.1
- Dung lượng: 16GB (Nâng cấp lên 64GB)
- Dung lượng pin: 2600mAh

## Sự chỉ trích
Inf Focus M810 được bán trên thị trường như một thiết bị có tích hợp 4g ở Ấn Độ. Tuy nhiên, nó không hỗ trợ băng thông tiêu chuẩn 2300 MHz mà thường được sử dụng ở hầu hết Ấn Độ.